# Enrico Zoffoli
Enrico Zoffoli (né le 3 septembre 1915 à Marino, province de Rome dans la région Latium - mort le 16 juin 1996 à Rome) est un religieux italien membre de la Congrégation de la Passion de Jésus-Christ (passionniste), un philosophe et un théologien du XXe siècle.

## Biographie
À l'occasion d'une retraite effectuée en 1929 chez les passionistes de Moricone (Sabine) où son oncle le P. Volpi était religieux, le jeune Enrico fit une fulgurante expérience de Dieu. Il entra au noviciat des passionistes en 1931. Ordonné prêtre le 29 avril 1939, Enrico Zoffoli obtient un doctorat de philosophie et devient professeur à l’Accademia di san Tommaso d'Aquino, puis à l’Université pontificale du Latran (Rome) où il enseigne de 1959 à 1969. Il se consacra le reste de sa vie à la prédication et à la rédactions d'ouvrages variés.
Il est l’auteur de nombreux ouvrages de philosophie, de spiritualité, de théologie, d’histoire et d’hagiographies. On lui doit en particulier une monumentale étude de la vie et de la spiritualité de saint Paul de la Croix.
La pensée de Zoffoli est très influencée par saint Thomas d’Aquin et sainte Thérèse de Lisieux.
En 1992, il publie le « Dictionnaire du christianisme » qui fut salué avec enthousiasme par l’Osservatore Romano du 16 avril 1993.
Zoffoli est aussi un grand connaisseur de la vie et de la spiritualité de saint Paul de la Croix, fondateur des passionistes. Il a écrit un ouvrage historique monumental sur la vie de Paul de la Croix intitulé S. Paolo della Croce, storia critica (St Paul de la croix, histoire critique) : cet ouvrage en trois volumes n'a pas été traduit en français.
Dans les dernières années de sa vie il s’intéressa vivement au thème du mystère eucharistique.
Il est enfin connu pour avoir pris position à la fin de sa vie contre les errements (à ses yeux) du mouvement néocatécuménal. Selon lui leur doctrine serait « sérieusement compromise par des erreurs contre des dogmes fondamentaux de l’Église (...) Ils nient la Rédemption, le caractère sacrificiel de l’Eucharistie, la transsubstantiation (...) ils comprennent de travers les concepts de la grâce et du péché (...) leurs déclarations doctrinales sont fondamentalement fausses » (ces propos sont issus de la traduction d'une citation non-sourcée sur le Wikipédia anglophone. Il semblerait que ces phrases soient issues d'un livre non traduit en français intitulé Les néo-catéchumènes : qui ils sont, ce qu'ils croient, ce que nous devons penser d'eux. Voir son ouvrage traduit en français sur la page http://www.psychologue-clinicien.com/livretraduct.htm).

## Publications d’Enrico Zoffoli

### Philosophie
- Itinerario alla filosofia (Itinéraire vers la philosophie), Éd. Fiorentina, Florence, (1948)
- Il male (Le Mal), Lecce, (1951)
- Problema e mistero male (Le problème et le mystère du Mal), Marietti, Turin, (1960)
- Ed io che sono? (Et moi, qui suis-je ?), Il Crivello, Padoue, (1972)
- Aborto giudicato dalla ragione (L'avortement jugé par la raison), ed. Grafischena, Fasano, (1975)
- La verità (La Vérité), Éd. Grafischena, Fasano, (1975)
- Origine del mondo (Origine du monde), Éd. Grafischena, Fasano, (1978)
- Tomismo e cattolicesimo (Thomisme et catholicisme), Ist. Padano di A.G., Rovigo, (1978) (estratto da Palestra del Clero, nn. 20-21, 1978)
- Dalla prima nebulosa all'uomo (De la première brume à l'Homme), Éd. Grafischena, Fasano, (1979)
- Esistenza dello spirito e dignità della persona (Existence de l'esprit et dignité de la personne), Éd. Grafischena, Fasano, (1979)
- La persona non muore (La personne ne meurt pas), Éd. Grafischena, Fasano, (1979)
- Valore dell'esistenza (Valeur de l'existence), Éd. Rogate, Rome, (1980)
- Pena di morte e Chiesa cattolica (La peine de mort et l'église catholique), Éd. Settimo Sigillo, Rome, (1981)
- Origine delle idee e astrazione dell'intelletto agente in san Tommaso (estratto dagli Atti dell’VIII Congresso Tomistico Internazionale, vol. VII, (1982) (Origine des idées et de l'abstraction dans l'intellect agent selon st Thomas: extrait des actes du VIII congrès thomiste international)
- Principi di filosofia (Principes de philosophie), Éd. Fonti Vive, Rome, (1988)
- La dignità del corpo umano nella dottrina di san Tommaso (estratto dagli Atti del IX Congresso Tomistico Internazionale, vol. III, (1991) (La dignité du corps humain dans la doctrine de st Thomas: extrait des actes du IX congrès thomiste international)
- Il fondamentale tomismo di Galileo (estratto da Doctor Communis, XLIV - 1991, pp. 130–147) (1991) (Le thomisme fondamental de Galilée: dans la revue Doctor Communis)

### Apologétique
- Perché credo (Pourquoi je crois), ed. Il Crivello, Cittadella di Padova, 1970
- Itinerario alla fede (L'itinéraire de la foi), ed. Grafíschena, Fasano (Br), 1978
- Galileo, Fede nella ragione e ragioni della fede (Galilée: foi dans la raison et raisons de la foi), ed. Studio Domenicano, Bologna, 1990
- Comunione sulla mano? - Il vero pensiero della Chiesa secondo la vera storia del nuovo rito, quinta edizione riveduta ed ampliata, Roma, 1990 (La communion sur la main ? La pensée authentique de l'Eglise selon la véritable histoire du nouveau rite)
- La confessione è ancora necessaria?, Roma, 1990 (La confession est-elle encore nécessaire?)
- La vera Chiesa di Cristo!, Roma, 1990 (La véritable Église du Christ)
- La messa è tutto. Catechismo, Roma, 1991 (La messe, c'est tout: catéchisme)
- Congiura contro l'eucaristia e il sacerdozio, Roma, 1991 (Complot contre l'Eucharistie et le sacerdoce)
- La Messa unico tesoro e la sua concelebrazione, Roma, 1991 (La messe unique trésor, et sa célébration)
- Dio perdona, se... Dialogo sul Sacramento della penitenza, Roma, 1991 (Dieu pardonne: dialogue à propos du sacrement de la pénitence)
- Eucaristia ed Ecumenismo. Dialogo, ed. Comitato Medjugorje, Milano, 1992. (Eucharistie et œcuménisme: dialogue)
- Eucaristia. Difesa contro la miscredenza e il tradimento, terza edizione, Roma, 1995 (Eucharistie: défense contre l'incroyance et la trahison)

### Théologie et Spiritualité
- L'obbligo di corrispondere alla vocazione, ed. Fiorentina (L'obligation de correspondre à la vocation), Firenze, 1949 (estratto da Vita Cristiana, fasc. IV-V)
- Il mio e vostro sacrificio. Lineamenti di una teologia del Sacrificio eucaristico per laici, Lucca, 1955 (Mon sacrifice et le vôtre: éléments d'une théologie du sacrifice eucharistique pour les laïcs)
- La passione mistero di salvezza (La Passion, mystère du salut), Vicenza, 1966 (con successive edizioni italiane nel 1971, 1984; una spagnola e un'altra portoghese in Brasile) (suivie d'édition italiennes successives en 1971 et 1984, puis d'une traduction espagnole et portugaise au Brésil)
- Perché la Messa? (Pourquoi le Messie?), ed. Il Crivello, Cittadella di Padova, 1970
- La passione di Cristo nella Bibbia (La Passion du Christ dans la Bible), ed. Il Crivello, Cittadella di Padova, 1971
- La morte. E poi?... (La mort, et puis?), ed. Grafischena, Fasano, 1975
- dispense del corso di Filosofia del Cristianesimo, ad uso dei «Gruppi di Studio san Tommaso d'Aquino»: (fascicule du cours de philosophie chrétienne, à l'usage des groupes d'étude de st Thomas d'Aquin) o	Il mondo (le monde), Roma, 1976

o	L’uomo. Prima parte: L’Essere (l'homme: première partie: l'être), Roma, 1977 
o	Dio, Esistenza. Metafisica: causa dell’Ente o dall’Esistente all’Essere (Dieu, l'existence. Métaphysique: cause de l'étant ou de l'existence de l'être), Roma, 1980
- Mistero della sofferenza di Dio? - Il pensiero di S. Tommaso (Pontificia Accademia di San Tommaso), Libreria Editrice Vaticana, n. 34 della collana Studi Tomistici, Roma, 1988 Mystère de la souffrance en Dieu? La pensée de st Thomas)
- A colloquio con Dio (En dialogue avec Dieu), ed. Rogate, Roma, 1991
- La Messa è tutto. Teologia a servizio della fede (La messe c'est tout: une théologie au service de la foi), ed. Cipi, Roma
- Carismi e carismatici nella Chiesa (Les charismes et les charismatiques dans l’Église), ed. Dehoniane, Roma, 1991
- Incontro al Mistero. Elevazioni (Expérience du mystère: les élévations), ed. Segno, Udine, 1992
- Catechismo della fede cattolica (Le catéchisme de la foi catholique), ed. Segno, Udine, 1993
- Il neocatecumenato della Chiesa cattolica. Lettera aperta al clero italiano, ed. Segno, Udine, 1993 (Le néocatéchuménat dans l’Église catholique: lettre ouverte au clergé italien)
- La confessione è ancora necessaria? (La confession est-elle encore nécessaire?), ed. Segno, Udine, 1993, ventiquattresima edizione
- Cristianesimo. Corso di teologia cattolica (Christianisme: cours de théologie catholique), ed. Segno, Udine, 1994
- Eucaristia o nulla (L'Eucharistie ou rien), ed. Segno, Udine, 1994
- Il male. Itinerario della speranza (Le mal: itinéraire de l'espérance), ed. Segno, Udine, 1994
- Questa è la Messa. Non altro (Ceci est la messe, et rien d'autre), ed. Segno, Udine, 1994
- Chiesa e uomini di Chiesa. Apologia a rovescio (L’Église et les hommes d'église: une apologie inversée), ed. Segno, Udine, 1994
- Dio. Dov'è questo Dio? (Pontificia Accademia di S. Tommaso), Libreria Editrice Vaticana, Roma, 1994 (Dieu. Où est ce Dieu?)
- Ecumenismo e umanesimo di Giovanni Paolo Il (Œcuménisme et humanisme de Jean-Paul II), Pont. Accademia di S. Tommaso, Libreria Editrice Vaticana, Roma, 1995
- Catechesi neocatecumenale e ortodossia del Papa, ed. Segno, Udine, 1995 (Catéchèses néocatéchuménales et orthodoxie du pape)
- Vita futura e verità sul purgatorio, ed. Segno, Udine, 1995 (Vie future et vérité sur le Purgatoire)
- Ebraismo a confronto col Cristianesimo, ed. Segno, Udine, 1995 (Confrontation du judaïsme et du christianisme)
- San Tommaso (St Thomas), Quaderni del Segno n. 1, ed. Segno, Udine, 1996
- Non tutto è materia (Tout n'est pas matière), Quaderni del Segno n. 2, ed. Segno, Udine, 1996
- Alla scoperta del Padre (A la découverte du Père), Quaderni del Segno n. 3, ed. Segno, Udine, 1996
- Morte di Cristo. Revisione di un processo (La mort du Christ: révision d'un procès), Quaderni del Segno n. 4, ed. Segno, Udine, 1996
- Potere e obbedienza nella Chiesa (Pouvoir et obéissance dans l’Église), Maurizio Minchella editore, Milano, 1996

### Mouvement néocatécuménal
- I neocatecumenali - chi sono - quale il loro "credo" - cosa pensarne, ed. Segno, Udine, 1990 (Les néocatéchumènes: qui sont-ils, quel est leur credo?, qu'en penser)
- Eresie del movimento neocatecumenale, quinta edizione migliorata e arricchita di nuove sconcertanti testimonianze, ed. Segno, Udine, 1992 (Les hérésies du mouvement néocatéchuménal, quinzième édition augmentée et enrichie de nouveaux et déconcertants témoignages)
- Magistero del Papa e catechesi di Kiko. Confronto a proposito del «Cammino neocatecumenale», ed. Segno, Udine, 1992 (Magistère du pape et catéchèses de Kiko: confrontation à propos du chemin néocatéchuménal). On trouvera une traduction française de cet ouvrage sur la page http://www.psychologue-clinicien.com/livretraduct.htm.
- Verità sul Cammino Neocatecumenale. Testimonianze e documenti, ed. Segno, Udine, 1996 (Vérité sur le chemin néocatéchuménal: témoignages et documents)
- Il neocatecumenato della Chiesa cattolica. Lettera aperta al clero italiano, ed. Segno, Udine, 1993 (Le néocatéchuménat dans l’Église catholique: lettre ouverte au clergé italien)
- Catechesi neocatecumenale e ortodossia del Papa, ed. Segno, Udine, 1995 (Catéchèses néocatéchuménales et orthodoxie du pape)

### Hagiographies
- La povera Gemma. Saggi critici storico-teologici, ed. Il Crocifisso, Roma (La pauvre Gemma: essai critique historique et théologique)
- S. Paolo della Croce. Storia critica (St Paul de la croix: histoire critique), A cura della Congregazione dei pp. Passionisti, Roma, 1963-1968:

o	vol. I, Biografia (Biographie) 
o	vol. II, L'uomo e il Santo (L'homme et le saint) 
o	vol. III, Maestro di Spirito, missionario e fondatore (Le maître spirituel, le missionnaire, et le fondateur) 
- S. Paolo della Croce. Diario spirituale. Testo critico, introduzione, note e indici (St Paul de la croix. Journal spirituel: texte critique, introduction, notes et index). A cura dei pp. Passionisti. Roma, 1964
- S. Paolo della Croce. Profilo (St Paul de la croix: profil), Vicenza, 1967
- S. Paolo della Croce e le Suore Passioniste di Signa (St Paul de la croix et les sœurs passionistes de Signa), Roma, 1967
- S. Paolo della Croce (compendio), Manduria (Taranto), 1975 (St Paul de la croix: abrégé)
- Tempo ed eternità. Nella vita intima di S. Teresa di Lisieux, ed. O.C.D., Roma (Le temps et l'éternité: dans la vie intime de ste Thérèse de Lisieux)

### Histoire
- I Passionisti. Spiritualità e apostolato, ed. Il Crocifisso, Roma, 1955 (Les passionistes: spiritualité et apostolat)
- S. Paolo della Croce. Storia critica (St Paul de la croix: histoire critique), A cura della Congregazione dei pp. Passionisti, Roma, 1963-1968:
- Le monache passioniste, ed. Il Crivello, Cittadella di Padova, 1970 (Les moniales passionistes)

### Publications diverses
- Casa di preghiera, non spelonca di ladri, Roma, 1980 (Maison de prière, non pas de brigands)
- Lettera aperta di un gruppo di laici al clero italiano, Roma, 1986 (Lettre ouverte d'un groupe de laïcs au clergé italien)
- Dizionario del Cristianesimo, ed. Segno, Udine, 1992 (Dictionnaire du christianisme)
- Alla scoperta di Gesù (A la découverte de Jésus), Maurizio Minchella Editore, Milano, 1996